# وارگیمینگ
وارگِیْمینگ (انگلیسی: Wargaming) شرکت سازنده بازی‌های رایانه‌ای است که دفتر مرکزی آن در نیکوزیا قبرس واقع‌شده‌است. از میان برجسته‌ترین کارهای این شرکت می‌توان به آثاری همچون دنیای هواپیماهای جنگی، دنیای تانک‌ها و دنیای کشتی‌های جنگی اشاره داشت.